# Siergiej Pałto
Siergiej Pietrowicz Pałto (ros. Сергей Петрович Палто; biał. Сяргей Пятрович Палто, Siarhiej Piatrowicz Palto; ur. 23 sierpnia 1960 w Motolu) – rosyjski fizyk i matematyk. Autor ponad 260 publikacji naukowych w wiodących publikacjach krajowych (Rosja) i międzynarodowych.

## Życiorys
Ukończył szkołę ze złotym medalem w 1977. Absolwent Moskiewskiego Instytutu Fizyki i Technologii, specjalność inżynier-fizyk.